# Butrint
Butrint (albansko Butrinti, grško  Βουθρωτόν/Bouthrōtón in  Βουθρωτός/Bouthrōtós  latinsko Buthrōtum) je bilo antično grško in kasneje rimsko mesto v Epirju. Butrint je bil naseljen verjetno že v prazgodovini. V antiki je bil mesto epirskega plemena Haonov, kasneje pa rimska kolonija in škofija.  V pozni antiki je propadel, po poplavi večjega dela mesta, ki jo je v srednjem veku povzročil velik potres, pa je bil zapuščen.  V sodobnem času je Butrint arheološko najdišče v mestu Vlorë v lužni Albaniji. Leži približno 14 kilometrov južno od Sarande blizu albanske meje z Grčijo. Nahaja se na hribu s pogledom na kanal Vivari in je del Narodnega parka Butrint. Še vedno je  naslovni sedež latinsko-katoliške škofije. V mestu je tudi Ali Pašin grad.
Mesto velja za eno od najpomembnejših arheoloških najdišč v Albaniji. Zaradi njegovega kulturnega, zgodovinskega in naravnega bogastva je bil leta 1992 razglašen za Unescovo svetovno dediščino in leta 2000 za narodni park.

## Zgodovina

### Antično grško obdobje
Butroton, sedanji Butrint, je bil prvotno eno od glavnih središč epirskega plemena Haonov iz severozahodne skupine grških plemen. Haoni so bili tesno povezani s korintsko kolonijo Korkira na otoku Krfu. Po pisanju rimskega pisca Vergilija, je bil legendarni ustanovitelj mesta videc Helen, sin trojanskega kralja Priama, ki se je po padcu Troje skupaj z Neoptolemom in njegovo konkubino Andromaho preselil na zahod. Tako Vergilij kot grški zgodovinar Dionizij iz Halikarnasa omenjata, da je po begu iz uničene Troje Butrint obiskal tudi Enej.
Najzgodnejši dokazi o naselitvi segajo v 10. do 8. stoletje pr. n. št. Nekateri avtorji trdijo, da je bil naseljen že v 12. stoletju pr. n. št.
Arheologi so med izkopavanji v Butrintu odkrili protokorintska keramiko iz 7. stoletja in nato korintsko in atiško keramiko iz  6. stoletja, toda nobenih znakov o prazgodovinski naselbini. Butroton je imel pomemben strateški položaj  zaradi dostopa do Krfske ožine in lege na stičišču  celinske Grčije in Velike Grčije ter grškega in "barbarskega" sveta. Kot tak je postal eno od dveh pomembnih starodavnih pristanišč v spodnji Haoniji. Drugo je bilo  Onhesmos (sedanja Sarandë).
Na griču nad jezerom Butrint (ali Butrotum) je bila v 7. stoletju pr. n. št. zgrajena akropola, ki je bila prvič razširjena v 5. toletju pr. n. št.
V prvih letih druge peloponeške vojne  (413–404 pr. n. št.) so Korkirci zgradili utrdbe, ki so segale od Ksamila do Butrotuma. Butrotum, ki je bil prej samostojno mesto, je postal podanik bližnjega Krfa.
V 4. stoletju pr. n. št. je pomen mesta začel rasti. V mestu je bilo zgrajeno gledališče, svetišče, posvečeno Eskulapu, in agora. Akropola je bila zavarovana s trojnim obzidjem. Zadnje zunanje obzidje je bilo zgrajeno okoli leta 380 pr. n. št. in obdajalo površino štirih hektarjev. V tem 870 metrov dolgem obzidju so bili bastioni in pet vrat, od katerih sta bili najpomembnejši Slikovita in Levja vrata.  Agora, stoa, stanovanjska četrt  in gledališče so imeli svoje obzidje.
Številni napisi v Butrotumu opisujejo organizacijo Haonov na začetku 3. stoletja pr. n. št.,  ki kažejo, da so tudi oni vsako leto izvodili voditelja z enoletnim mandatom, imenovanega prostat (grško  Προστάτης, zaščitnik).
Grški koledar Butrotona  se pojavlja v najstarejšem znanem analognem računalniku, tako imenovanem mehanizmu z Antikitere, izdelanem v letih 150 do 100 pr. n. št.
Gledališče je znano po izjemnem številu v njem vklesanih napisov. Večina napisov se ukvarja z osvoboditvami suženjev  in daje obilje podrobnih podatkov o mestu v helenistični dobi. Imena osvobojenih sužnjev so skoraj izključno grška, z izjemo nekaj latinskih, ki so imela  grška družinska imena.
Leta 228 pr. n. št. je Butrint skupaj s Krfom postal rimski protektorat. Sredi 2. stoletja pr. n. št. je bil središče neodvisne države, morda "Koinon Prasaiboi" s seznama theorodokoi  v delfskem preročišču.

### Obdobje Starega Rima
V naslednjem stoletju je Butrotum postal del rimske province Makedonije. Leta 44 pr. n. št. je Cezar Butrotum določil za kolonijo, s katero je nagradil vojake, ki so se borili zanj proti Pompeju. Lokalni zemljiški posestnik Tit Pomponij Atik je podpiral Cicerona, ki je v Rimskem senatu lobiral proti načrtu za ustanovitev kolonije. Posledično je bilo v Butrotum naseljenih le majhno število kolonistov.
Leta 31 pr. n. št. je rimski cesar Avgust po zmagi nad Markom Antonijem in Kleopatro v bitki pri Akciju obnovil načrt, s katerim bi Butrotum postal kolonija rimskih vojnih veteranov. Novi prebivalci so mesto razširili, zgradili vodovod, rimsko kopališče, stanovanjske hiše, forumski kompleks in nimfej. V tem času se je velikost mesta podvojila. Nove zgradbe so bile zgrajeje zlasti okoli gledališče in Eskulapovega templja.
V 3. stoletju n. št. je velik del mesta uničil potres in do tal porušil predmestje na Vrinski ravnici in forumu v mestnem jedru. Izkopavanja so pokazala, da je mesto takrat že popadalo, a je kljub temu preživelo pozno antiko in postalo glavno pristanišče v provinci Stari Epir. V poznoantičnem mestu je bila velika palača Trikonh, hiša pomembnega lokalnega uglednika, zgrajena okoli leta 425.

### Bizantinsko in verjetno slovansko obdobje
Obzidje mesta je bilo v tem obdobju temeljito obnovljeno, najverjetneje konec 5. stoletja, morda med vladanjem bizantinskega cesarja Anastazija. Jonsko obalo je leta 550 napadel Ostrogot Indulf, morda tudi Butrotum. Konec 6. stoletja so v Butrotum verjetno prišle skupine Slovanov. Izkopani dokazi kažejo, da so se pomembne dobrine, kot sta bili vino in oljčno olje, uvažale iz vzhodnega Sredozemlja do zgodnjega 7. stoletja, ko je Bizantinsko cesarstvo te pokrajine zgubilo. V obdobju vpadov Slovanov in selitev prebivalstva v širši regiji je bil Butrotum eno od redkih mest v Epirju, ki je preživelo in brez prekinitve  ohranilo status sedeža škofije. Zaradi pomanjkanja virov je težko reči, ali so v  Butrotumu med 7. in 10. stoletjem vladali Slovani ali Bizantinci.
Velika bazilika v Butrotumu je bila zgrajena v prvi polovici 6. stoletja v severovzhodnem delu naselja. Med druge zgradbe iz bizantinskega obdobja spadajo akropolska bazilika (4. stoletje), palača Trikonh (6. stoletje), krstilnica z velikim kompleksnim mozaikom (6. stoletje), cerkev ob Jezerskih vratih (9. stoletje) in Krstilna cerkev (9. stoletje). Arabski svetovni potnik Mohamed al-Idrizi je v 12. stoletju zapisal, da je Butrotum gosto naseljeno mesto s številnimi tržnicami.
Butrotum je ostal oporišče Bizantinskega cesarstva v obrambi pred Normani iz južne Italije do četrte križarske vojne leta 1204, po kateri je Bizantinsko cesarstvo razpadlo. Butrotum je pripadel Epirskemu despotatu. V naslednjih stoletjih je bilo to področje predmet spora med Bizantinci, Anžuvinci iz južne Italije in Benečani.

### Med Anžuvinci, Bizantinskim cesarstvom in Epirskim despotatom
Leta 1267 je Karel I. Anžujski prišel na oblast tako v Butrintu kot na Krfu in začel obnavljati obzidje in Veliko baziliko. Leta 1274 so bizantinske sile ponovno zavzele Butrint, kar je povzročilo konflikt med Bizantinci in Epirskim despotatom. Epirski despot Nikefor I. Komnen Dukas (vladal (1271-1297) je namreč štel mesto za svojo domeno. Velike verske razlike med katoliškim Karlom Anžujskim in pravoslavnim Nikeforjem niso bile ovira za njuno zavezništvo proti bizantinskemu cesarju Mihaelu IX. Paleologu. S skupnimi močmi sta do leta 1278 izrinila Bizantince iz južnega Epirja. Nikefor je zatem popustil pritisku Karla Anžujskega in nazadnje priznal Karlove pravice nad vsemi mesti, s katerimi je Mihael II. nagradil  Manfreda Hohenstaufena in so bila del dote njegove žene Helene. Ker se je Karel štel za Manfredovega naslednika, mu je moral Nikefor odstopiti Butrint in celo jonsko obalo od Vlore do Butrinta.

### Butrint kot del anžuvinske Kraljevine Albanije
Po letu 1284 je bizantinski cesar Andronik II. Paleolog obvladoval večino ozuemlje sedanje Albanije. Oblast Anžuvincev na Balkanu je bila omejena na Butrint, ki je kasneje skupaj z bližnjim Krfom tvoril eno upravno enoto. V 14. stoletju je doživljal podobno usodo kot Krf. Pod anžuvinsko oblastjo je ostal do leta 1386 s samo dvema prekinitvama: leta 1306 in 1313–1331. Leta 1305-1306 je bil pod oblastjo epirskega despota Tomaža I. Komnena Dukasa. Po prihodu Anžuvincev je mesto postalo katoliško in tako ostalo do 14. stoletja.
Hodges trdi, da naložbe v obrambo Butrinta kažejo, da je še vedno imel aktivno mestno prebivalstvo, čeprav v času pisanja tega članka ni bilo najdeno niti eno urbano stanovanje. Hodges trdi, da to kaže, da so bila stanovanja skoncentrirana na pobočjih severne citadele. Pravoslavna škofija je bila leta 1337 ali 1338 premeščena v bližnji Glyki. Mesto se je konec 14. stoletja zaradi burnih nemirov v regiji zmanjšalo.

### Med Benetkami in Osmanskim cesarstvom
Beneška republika je leta 1386 od Anžuvincev kupila Butrint in Krf. Beneške trgovce je zanimal predvsem Krf in Butrint je spet začel propadati.
Do leta 1572 je bil Butrint v vojnah med Benetkami in Osmanskim cesarstvom uničen, akropola pa zapuščena. Uprava mesta in njegove okolice se je na ukaz beneškega poveljnika Krfa  Domenica Foscarinija preselila v majhno trikotno trdnjavo. Število prebivalcev se je močno zmanjšalo.
Leta 1655 in 1718 so Butrint za nekaj časa okupirali osmanski Turki, potem pa so jo ponovno osvojili Benečani. Butrintske ribarnice so bile življenjsko pomembne za oskrbo Krfa. Prebivalstvo se je ukvarjalo predvsem z oljkarstvom, živinorejo in gozdarstvom.
S sklenitvijo Campoformijskega miru med Napoleonom in Habsburžani se je končala  prva faza napoleonskih vojn v severni Italiji. Francija je malo pred tem okupirala Beneško republiko, po sklenitvi miru pa je bila Republika ukinjena in cesarstvi sta si razdelili njene posesti. Butrinto in druge bivše beneške posesti v Albaniji so prišle pod francosko oblast.
Leta 1799 je Butrint zasedel lokalni osmanski guverner Ali Paša Tepelena in ga vključil v Osmansko cesarstvo. V njegovi posesti je ostal do razglasitve albanske neodvisnosti leta 1912. Butrint je bil takrat že nekaj stoletij neobljuden in obdan z malaričnimi močvirji.

## Arheološka izkopavanja
Prva sodobna arheološka izkopavanja so se začela leta 1928, ko je italijanska fašistična vlada Benita Mussolinija v Butrint poslala svojo odpravo. Njeni cilji so bili prej geopolitični kot znanstveni, namenjeni predvsem razširiti italijansko hegemonijo na tem območju. Vodja odprave je bil italijanski arheolog Luigi Maria Ugolini, ki je bil kljub političnim ciljem svojega poslanstva dober arheolog. Ugolini je leta 1936 umrl, vendar so se izkopavanja nadaljevala do leta 1943. Arheologi so odkrili helenistični in rimski del mesta, vključno z "Levjimi vrati" in "Slikovitimi vrati". Slednja je Ugolini poimenoval po znamenitih vratih v Troji, omenjenih v Homerjevi Iliadi.
Ko je leta 1944 na oblast v Albaniji prišel Enver Hodža, so bila vsa izkopavanja tujih arheologov prepovedana. Dela so nadaljevali albanski arheologi, vključno s Hasanom Ceko. Ruševine Butrinta le leta 1959 obiskal sovjetski predsednik Nikita Hruščov in Enverju Hodži predlagal, naj tam zgradi podmorniško bazo.
Obsežnejša izkopavanja je začel Albanski inštitut za arheologijo v 70. letih dvajsetega stoletja. Od leta 1993 so potekala nadaljnja večja izkopavanja, ki jih je vodila Fundacija Butrint v sodelovanju z Albanskim inštitutom za arheologijo. Nedavna izkopavanja zahodni obrambnih objektov mesta so razkrila dokaze o neprekinjeni uporabi obzidja, ki so hkrati pomenili neprekinjeno  naseljenost mesta. Zdi se, da je bilo obzidje požgano v 9. stoletju, a je bilo pozneje obnovljeno.
Po razpadu socialističnega režima leta 1992 je nova demokratična vlada na tem mestu načrtovala različne pomembne dogodke. Ostanki Butrinta so bili še isto leto uvrščeni na Unescov seznam svetovne dediščine. Velika politična in gospodarska kriza leta 1997 in lobiranje so ustavili načrte za gradnjo letališča in UNESCO je zaradi plenjenja, pomanjkanja zaščite, upravljanja in ohranjanja uvrstil Butrint  na seznam ogrožene svetovne dediščine. Arheološke misije v letih 1994–2009 so odkrile nove rimske vile in zgodnjo krščansko cerkev.
Leta 2004 so se arheološka izkopavanja nadaljevala pod vodstvom glavnega raziskovalca Davida R. Hernandeza.

## Turizem
Starodavno mesto je priljubljena turistična zanimivost, zlasti za dnevne turiste z bližnjega Krfa. Med Krfom in Sarando so stalne ladijske povezave. Po kopnem je dostopen po cesti iz Sarande, zgrajeni leta 1959 in posodobljeni leta 2010. Med Sarando in Butrintom so tudi redne avtobusne povezave.

## Znani domačini
- Sveti Terin, 3. stoletje, svetnik
- Donat Evrejski, 4. stoletje, svetnik